# Aldo Moro

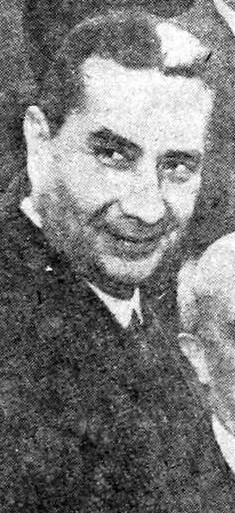
Aldo Romeo Luigi Moro (1965)

Aldo Moro (23. září 1916 Maglie – 9. května 1978 Řím) byl akademik, italský právník, politik a dvojnásobný premiér Itálie v letech 1963–1968 a později od roku 1974 do 1976. Byl jedním z nejdéle sloužících poválečných italských premiérů, jeho setrvání u moci bylo v součtu více než 6 let.
Tento lídr Křesťanské demokracie (DC) byl 16. března 1978 unesen příslušníky levicové teroristické organizace Rudé brigády, kteří ho zabili po 55 dnech věznění, když státní orgány nepřistoupily na jejich podmínky.

## Biografie

### Mládí a počátky v politice (1916–1952)
Narodil se ve městě Maglie v regionu Apulie. Střední školu vystudoval ve městě Taranto. Poté, do roku 1939, studoval práva na univerzitě v Bari. V roce 1935 vstoupil do univerzitní organizace Federace italských katolických univerzit (FUCI), která byla jako jediná studentská organizace oficiálně povolena fašistickým režimem. Roku 1939 se stal jejím předsedou, tuto funkci vykonával do roku 1942, kdy ho nahradil Giulio Andreotti.
Roku 1945 se oženil s Eleonorou Chiavarelli, v letech 1946 až 1958 spolu měli čtyři děti. Po téměř dvaceti letech přednášení na univerzitě v Bari přijal místo profesora na univerzitě La Sapienza v Římě.
Politice se věnoval od roku 1943, kdy se začal scházet se socialisty z Italské socialistické strany (PSI). Jeho náboženská víra ho však po válce přivedla k nově vzniklé straně Křesťanské demokracie (DC). Ve straně se přidal k levému křídlu, které vedl Giuseppe Dossetti. Také vedl stranický časopis Studium.
Roku 1946 byl zvolen do Ústavodárného shromáždění a o dva roky později byl zvolen do Poslanecké sněmovny Parlamentu Itálie.

### Ministrem spravedlnosti a školství (1953–1962)
Roku 1953 byl zvolen předsedou parlamentního klubu DC.
Antonio Segni ho roku 1955 navrhl jako ministra spravedlnosti. Tuto funkci vykonával téměř dva roky. Čtyři dny po pádu vlády Amintore Fanfani sestavil nový kabinet a Moro byl jmenován ministrem školství. Na této pozici setrval opět téměř dva roky. Ze svého postavení pomáhal začlenit občanskou výchovu do struktur italského školství.

### Premiérem a ministrem zahraničí (1963–1977)
V prosinci 1963 byl jmenován předsedou vlády. Jeho vláda byla podporována stranami DC, ale i PSI a dalšími socialistickými stranami. Jednalo se o první poválečnou středo-levou vládní koalici v italských dějinách. Moc si udržel až do roku 1968. Během těchto téměř pěti let vedl tři vlády. Třetí trvala 833 dní, čím byla nejtrvalejší v italské první republice. Velmi se snažil spolupracovat se stranou PSI a umožnit socialistům podíl na vládě. Zastával názor, že by měla být vláda založena na modelu konsociační demokracie, kdy by v ní byly zastoupeny všechny relevantní strany Itálie. Během své vlády také na čtyři měsíce vedl ministerstvo zahraničních věcí. To znovu vedl v letech 1969 až 1974, s roční přestávkou v období od července 1972 do července 1973.
V listopadu 1974 byl znovu jmenován předsedou vlády. Tuto funkci vykonával osmnáct měsíců. Během svého působení ve funkci jednal o začlenění Svobodného území Terst. V roce 1976 byl zvolen předsedou Národní rady DC.
Ve volbách 1976 Italská komunistická strana (PCI) získala 34% hlasů a stala se druhou nejsilnější stranou v zemi. Moro prosazoval spolupráci s komunisty ve vládě (model tzv. vlády národní solidarity). V roce 1977 italští komunisté změnili svou ideologii na eurokomunismus, a spolupráce s DC tak byla otevřenější. K dohodě, která získala název „historický kompromis“, nakonec došlo, ale netrvala ani rok kvůli únosu Mora.

### Únos a smrt (1978)
16. března 1978 byl na římské ulici Via Fani přepaden konvoj převážející Mora. Teroristé zabili pět bodyguardů, sám Moro byl ozbrojenci unesen. K činu se přihlásila komunistická teroristická organizace Rudé brigády (italsky Brigate Rosse). Tuto organizaci vedl Mario Moretti. V zajetí mohl Moro psát dopisy rodině i politikům. Toho času premiér Giulio Andreotti společně s ministrem vnitra, jímž byl Francesco Cossiga, odmítli jakékoli vyjednávání s teroristy. Moro poté napsal radikální memorandum proti Andreottimu a dalším politikům. Za vyjednávání se přimlouvala Morova rodina, ale i papež Pavel VI.
Organizace Rudé brigády žádala propuštění šestnácti svých členů výměnou za Mora, Andreotti to odmítl a naopak spustil rozsáhlé zatýkání členů. Moro byl v soukromém revolučním procesu odsouzen a po 55 dnech věznění, 9. května 1978, zastřelen jedenácti ranami v kufru auta. Tělo bylo poté zanecháno v ulicích Říma.
Postup vlády byl velmi kritizován, zvláště poté, co byl řadový politik Ciro Cirillo roku 1981 unesen opět organizací Rudé brigády, ale vláda s teroristy jednala a za finanční náhradu byl Cirillo nakonec propuštěn.
 Únos byl námětem několika filmů:
- 1986 – Il caso Moro – Režie Giuseppe Ferrara.
- 1991 – Year of the Gun – Režie John Frankenheimer.
- 2003 – Piazza delle Cinque Lune – Režie Renzo Martinelli.
- 2003 – Buongiorno, notte – Režie Marco Bellocchio.
- 2004 – Se sarà luce sarà bellissimo - Moro: Un'altra storia – Režie Aurelio Grimaldi.
- 2005 – Romanzo criminale – Režie Michele Placido.
- 2006 – Les derniers jours d'Aldo Moro – Režie Emmanuel Amara.
- 2008 – Il divo – Režie Paolo Sorrentino.
- 2012 – Romanzo di una strage – Režie Marco Tullio Giordana.